# Slag bij Detmold
De Slag bij Detmold vond plaats in het zuidoostelijke deel van het Teutoburgerwoud, bij de plaats Detmold op de berg Osning. De veldslag was een van de vier slagen die Karel de Grote leverde tegen de Saksen in de Saksenoorlogen.
Ondanks de lange duur van de Saksenoorlog, voerde Karel maar een paar keer slag tegen de Saksen. In 783 vonden twee gevechten kort achter elkaar plaats binnen een tijdsbestek van enkele dagen. De Slag bij Detmold was het eerste treffen, en zou vervolgd worden in de Slag aan de Hase. Na afloop van deze veldslagen waren de Saksen door de Franken zo grondig verslagen dat deze daarna niet langer meer openlijk tegen hem ten strijde durfden te trekken. Ook bij de Franken werden forse verliezen geleden.